# Ujar
Ujar (rusky Уя́р) je město v Krasnojarském kraji v Ruské federaci. Při sčítání lidu v roce 2010 měl přes dvanáct tisíc obyvatel.

## Poloha a doprava
Ujar leží v předhůří Východního Sajanu na řece Ujarce v povodí Jeniseje. Od Krasnojarsku, správního střediska kraje, je vzdálen přibližně 130 kilometrů východně.
Jedná se o železniční uzel. Nachází se zde velké nádraží na Transsibiřské magistrále (4229. kilometr od Moskvy), od které se zde odpojuje 56 kilometrů dlouhá propojovací trať na Jihosibiřskou magistrálu. Několik kilometrů severně od města prochází dálnice R255 z Novosibirsku do Irkutsku.

## Dějiny
Město vzniklo na tehdejším sibiřském traktu v roce 1760, kdy se zde usídlili osadníci z tehdejší Simbirské gubernie.
V roce 1897 byla do obce přivedena Transsibiřská magistrála.
Městem je Ujar od roku 1944.
V květnu 2022 došlo ve městě k požáru, který zničil 201 domů.